# Kingstanding
Kingstanding – dzielnica w północnej części miasta Birmingham. W 2011 dzielnica liczyła 25 334 mieszkańców.